# Судогда
Су́догда (рос. Судогда) — місто у Владимирській області Росії, адміністративний центр Судогодського району, утворює міське поселення «Місто Судогда».

## Походження назви
Місто отримало свою назву через розташування на річці Судогда. У свою чергу гідронім за найбільш поширеною версією має фіно-угорське походження. Відповідно до неї гідронім походить від стародавнього фіно-угорського Суткеда /Судгеда («Звивиста»), що реально відображає топографію русла річки.
За іншою версією, гідронім походить від татарського  су  — «вода» і догд — «навколо» («навкруги вода», «велика вода»).

## Географія
Розташоване за 40 км на південний схід від Владимира, на річці Судогді (права притока Клязьми).
Історично Судогда розташовувалася на великому поштовому тракті з Владимира до Мурому.

## Історія

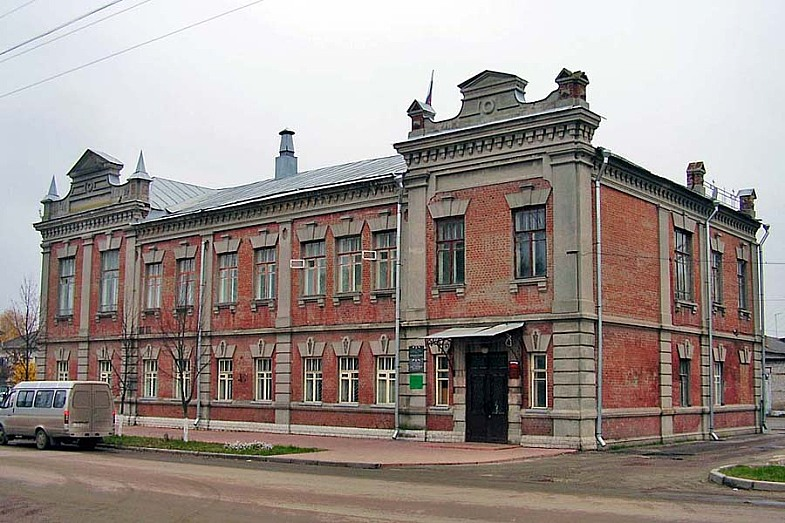
Будівля адміністрації міста і краєзнавчого музею

Вперше згадується в 1552 році  як Ямська слобода  з населенням «фінського походження» (малися на увазі нащадки угро-фінського племені мурома), потім в XVII столітті як Судогодська слобода.
В 1778 році за указом Катерини II Судогда стає повітовим містом Судогодського повіту Владимирського намісництва, з 1796 року — позаштатним, в 1803 році відновлено в правах повітового міста Судогодського повіту Владимирської губернії.
В 1784 році у місті було проведено перший перепис населення, згідно з яким в 50 дворах Судогди мешкало 243 людини, з них 126 чоловіків і 117 жінок. До 1788 року було розроблено генеральний план забудови міста, за яким воно було розбито на сітку прямокутних кварталів, розташованих уздовж дороги з Владимира до Мурому.
В 1806 році сильною пожежею було знищено майже всі будівлі міста, в тому числі дерев'яні церкви Миколи Чудотворця і св. мученика Міни. В 1814 році на новому місці було освячено кам'яний Катерининський собор, але друга велика пожежа, що сталася в 1838 році, знову завдала сильного збитку: собор обгорів зовні і всередині, були врятовані тільки деякі ікони. Храм було відновлено та освячено в 1891 році. У 50-х роках XX століття був підірваний.
В 1879 році почала роботу перша у місті прядильна фабрика, у серпні 1897 року — пляшковий завод, що став згодом найбільшим підприємством міста — заводом «Червоний хімік», що випускав склотару, а з 1960-х років — скловолокно, склотканини та склопластики.

Починаючи з 1991 року «Червоний хімік» (з липня 1996 року — ВАТ «Судогодське скловолокно»), пройшовши ряд реорганізацій, розпався на декілька автономних компаній, що виробляють склопластик і базальтову нитку. 
.

## Населення
| 1784    | 1856    | 1859    | 1870    | 1890    | 1897    | 1913    |
| ------- | ------- | ------- | ------- | ------- | ------- | ------- |
| 243     | ↗2500   | ↘2416   | ↗2499   | ↗3406   | ↘3182   | ↗4100   |
| 1920    | 1923    | 1926    | 1939    | 1959    | 1970    | 1979    |
| ↘3067   | ↗3508   | ↗5828   | ↗6233   | ↗7490   | ↗10 535 | ↗12 384 |
| 1989    | 1992    | 2000    | 2001    | 2002    | 2003    | 2005    |
| ↗14 191 | ↗14 600 | ↘14 500 | →14 500 | ↘13 328 | ↘13 300 | ↘12 900 |
| 2006    | 2009    | 2010    | 2011    | 2012    | 2013    | 2014    |
| ↘12 700 | ↘12 190 | ↘11 848 | ↘11 784 | ↘11 559 | ↘11 276 | ↘11 023 |
| 2015    | 2016    | 2017    | 2018    |         |         |         |
| ↘10 794 | ↘10 673 | ↘10 527 | ↘10 442 |         |         |         |

## Планування міста і визначні пам'ятки
Стара частина Судогди, розташована на лівому березі річки, зберегла історично сформовану прямокутну сітку вулиць. Забудова інших вулиць центру і прилеглих до нього мікрорайонів малоповерхова, в основному дерев'яна.
На правому березі річки розташовані нові мікрорайони Заплава, Хімік, Будівельників, Нова Фабрика, що з'явилися через розвиток найбільших підприємств міста — заводу «Червоний Хімік» і текстильної фабрики.